# Werner Arnold (Semitist)
Werner Arnold (* 1953 in Bad Neustadt an der Saale) ist ein deutscher Semitist, der insbesondere zu arabischen und aramäischen Dialekten forscht. Er lehrte von 1999 bis 2019 als Professor für Semitistik an der Universität Heidelberg. Danach war er von 2020 bis 2024 Rektor der Hochschule für Jüdische Studien Heidelberg.

## Leben
Werner Arnold studierte ab 1979 Islamwissenschaft, Semitistik und angewandte Linguistik (Englisch) an der Universität Erlangen-Nürnberg. Dort schloss er 1985 mit der Magisterarbeit Der Wortschatz der arabischen Dialekte von Bahrein mit dem Magister Artium ab. Anschließend befand er sich für zwei Jahre im Rahmen eines Forschungsaufenthaltes in den Aramäerdörfern des syrischen Qalamūn. Seine Forschungsergebnisse verwertete er bei seiner Doktorarbeit, die den Titel  Laut- und Formenlehre des Neuwestaramäischen trug und mit der 1988 in Erlangen mit summa cum laude promoviert wurde. 
Von 1988 bis 1991 war er wissenschaftlicher Mitarbeiter im Forschungsprojekt „Neuwestaramäisch“ bei Otto Jastrow. 1991 wurde Arnold wissenschaftlicher Assistent am Lehrstuhl für Semitistik des Seminars für Sprachen und Kulturen des Vorderen Orients der Universität Heidelberg bei Klaus Beyer. 1996 wechselte er – nach einer Forschungsreise 1993 nach Dhofar – als wissenschaftlicher Assistent an das Institut für außereuropäische Sprachen und Kulturen der Universität Erlangen-Nürnberg. Dort habilitierte er sich 1997 mit Die arabischen Dialekte Antiochiens und war in der Folge als Oberassistent tätig. 
Arnold nahm 1999 einen Ruf der Universität Heidelberg als Nachfolger von Beyer auf den Lehrstuhl für Semitistik am Seminar für Sprachen und Kulturen des Vorderen Orients an, den er bis 2020 innehatte.
Zum 1. Oktober 2020 wurde er als Nachfolger von Johannes Heil zum Rektor der Hochschule für Jüdische Studien Heidelberg berufen. Dieses Amt hatte er bis 2024 inne.

## Forschung und Schriften (Auswahl)
Arnolds Forschungsschwerpunkte liegen innerhalb der Semitistik vor allem beim Neuwestaramäischen und dem Neusüdarabischen. Als sein Hauptwerk ist wohl die fünfbändige Darstellung des Neuwestaramäischen anzusehen (Band I: Texte aus Baxʿa; Band II: Texte aus Jubbʿadīn; Band III: Volkskundliche Texte aus Maʿlūla; Band IV: Orale Literatur aus Maʿlūla; Band V: Grammatik; erschienen zwischen 1989 und 1991).
- mit Peter Behnstedt: Arabisch-aramäische Sprachbeziehungen im Qalamūn (Syrien): eine dialektgeographische Untersuchung. Harrassowitz, Wiesbaden 1993, ISBN 3-447-03326-6.
- Die arabischen Dialekte Antiochiens. Harrassowitz, Wiesbaden 1998, ISBN 3-447-04047-5 (Habilitationsschrift).
- mit Zafer Youssef: Konversationskurs Arabisch: Übungsbuch zur modernen Kommunikation in der arabischen Schriftsprache. Reichert, Wiesbaden 2000, ISBN 3-89500-195-3.
- mit Anton Escher und Carmella Pfaffenbach: Malula und Mʿallōy: Erzählungen aus einem syrischen Dorf. Ergon-Verlag, Würzburg 2004, ISBN 3-89913-369-2.
- Lehrbuch des Neuwestaramäischen. 2. Auflage. Harrassowitz, Wiesbaden 2006, ISBN 3-447-05313-5.
- Juden in der arabischen Welt – Blütezeit und Vertreibungen. Klartext Verlag, Essen 2015, ISBN 978-3-8375-1449-0.